# Majda Mehmedović
Majda Mehmedović (ur. 25 maja 1990 w Barze), czarnogórska piłkarka ręczna, reprezentantka kraju grająca na pozycji lewoskrzydłowa. Wicemistrzyni olimpijska 2012. Mistrzyni Europy 2012.
Obecnie występuje w Budućnost Podgorica.

## Sukcesy

### reprezentacyjne
Igrzyska Olimpijskie:
- 2012

Mistrzostwa Europy:
- 2012

### klubowe
Mistrzostwa Czarnogóry:
- 2008, 2009, 2010, 2011, 2012

Puchar Czarnogóry:
- 2008, 2009, 2010, 2011, 2012

Liga Mistrzyń:
- 2012, 2015
- 2014

Liga Regionalna:
- 2010, 2011, 2012

Puchar Zdobywców Pucharów:
- 2010